# کامی دانگیوم
کامی دانگیوم (فرانسوی: Camille Danguillaume‎; ۴ ژوئن ۱۹۱۹ – ۲۶ ژوئن ۱۹۵۰) دوچرخه‌سوار اهل فرانسه بود.
از باشگاه‌هایی که در آن رکاب زده‌است می‌توان به تیم دوچرخه‌سواری پژو اشاره کرد.